# Julija Putinceva
Julija Putinceva, accreditata come Yulia Putintseva dalla WTA (in russo Юлия Путинцева?; Mosca, 7 gennaio 1995), è una tennista russa naturalizzata kazaka.
Nel corso della sua carriera ha vinto due titoli WTA su quattro finali disputate. Nelle prove del Grande Slam, invece, vanta tre quarti di finale raggiunti all'Open di Francia 2016 e 2018 e allo US Open 2020. Il 27 gennaio 2025 ha raggiunto la 20ª posizione, suo best ranking.

## Biografia
Julija è figlia di Anton Putincev ed Anna Putinceva. Ha un fratello più piccolo, Ilya, giocatore di hockey su ghiaccio. Scopre il tennis grazie a suo padre, che la fa allenare allo Spartak Club a Mosca. Si trasferisce a Parigi per allenarsi alla Mouratoglou Academy, dopo aver vinto nel 2009 il Les Petits As, l'equivalente del campionato mondiale per juniores, a Tarbes in Francia. Le sue tenniste preferite sono Martina Hingis e Justine Henin.

## Carriera

### Junior

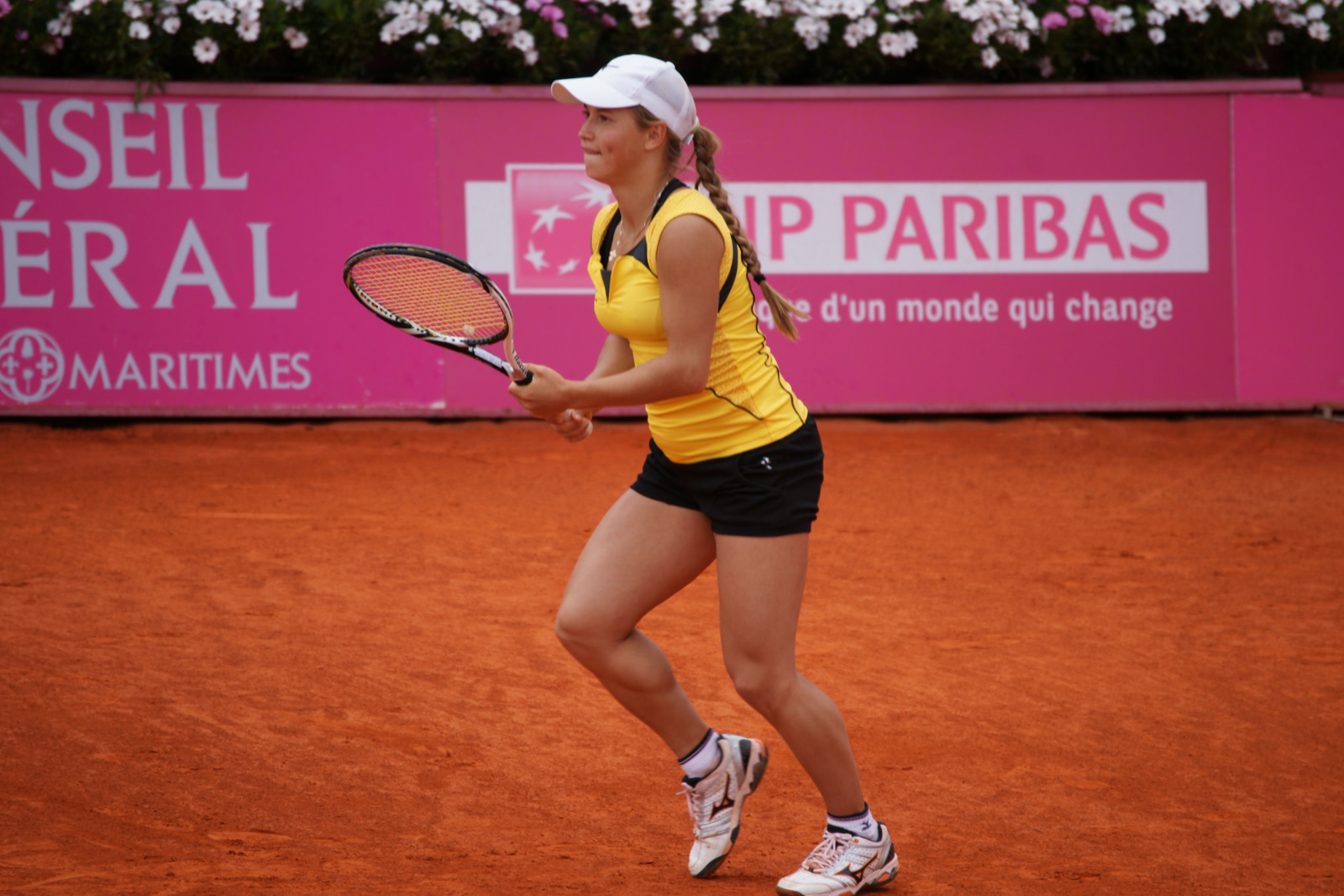
Julija Putinceva nel 2012

A livello giovanile ottiene il primo risultato importante con la semifinale raggiunta al Torneo di Wimbledon 2010 - Singolare ragazze, dove viene sconfitta dalla futura campionessa Kristýna Plíšková. Allo Slam successivo, gli US Open, arriva fino alla finale eliminando tra le varie avversarie le teste di serie numero due Tímea Babos e numero cinque Mónica Puig. All'incontro decisivo viene però sconfitta dalla testa di serie numero uno, Dar'ja Gavrilova, per 6-3, 6-2. A fine 2011 partecipa anche all'Orange Bowl nella categoria under-18 venendo sconfitta in finale da Anett Kontaveit.
Raggiunge una seconda finale nei tornei dello Slam agli Australian Open 2012 - Singolare ragazze ma ancora una volta non riesce a vincere l'ultimo match, venendo sconfitta da Taylor Townsend in tre set.
A maggio dello stesso anno raggiunge la sua migliore posizione nella classifica Junior, con il terzo posto dietro Taylor Townsend e Ashleigh Barty.

### 2010-2012: esordio nel professionismo
Fa il suo esordio nel circuito WTA al BGL Luxembourg Open 2010, grazie ad una wild-card, ma viene sconfitta al primo turno in due set da Angelique Kerber.
Partecipa alle qualificazioni per l'Open di Francia 2012 ma viene sconfitta al secondo turno da Tatjana Maria.

### 2013: Top 100
La stagione inizia per Yulia disputando le qualificazioni del torneo di Hobart, nel corso delle quali batte Zhou Yimiao e Viktorija Rajicic prima di essere sconfitta da Lara Arruabarrena Vecino.
All'Australian Open la kazaka batte al primo turno in tre set l'americana Christina McHale per poi essere sconfitta al turno successivo dalla spagnola Carla Suárez Navarro.
A febbraio gioca le qualifiche del torneo del Qatar e le supera. Al primo turno, però, viene sconfitta da Mona Barthel. La settimana successiva ottiene una wild card per partecipare al torneo di Dubai. In questa circostanza supera al primo turno Laura Robson in tre set e poi viene battuta da Agnieszka Radwańska al turno successivo.
Ad inizio marzo disputa le qualificazioni del torneo di Indian Wells ma perde al primo turno contro Andrea Petković.
Al torneo di Miami, dopo aver superato le qualifiche, perde al primo turno contro la croata Donna Vekić.
Al torneo di Charleston perde al primo turno contro la tedesca Julia Görges.
Ad aprile prende parte al torneo di Marrakech nel quale batte al primo turno Mathilde Johansson e perde al secondo contro Kristina Mladenovic.
A fine aprile partecipa alle qualificazioni del torneo d'Estoril ma perde già al primo turno contro la britannica Johanna Konta.
A maggio gioca le qualificazioni del torneo di Madrid, battendo Lucie Hradecká ed Aravane Rezaï, ed accede al tabellone principale. Al primo turno cede, comunque, alla numero 1 del mondo Serena Williams in due set. In seguito disputa le qualificazioni per accedere al main draw del torneo di Roma ma dopo aver vinto al primo turno contro Anna Tatišvili perde al turno finale contro Anabel Medina Garrigues. La settimana successiva partecipa alle qualificazioni del torneo di Brussels e le supera dopo aver battuto Shūko Aoyama, Michelle Larcher de Brito e Coco Vandeweghe. Al primo turno batte Alison Van Uytvanck ma al secondo turno viene eliminata da Roberta Vinci. A fine maggio supera il primo turno del Roland Garros battendo la giapponese Ayumi Morita ma poi viene regolata da Sara Errani 6-1 6-1.
Conclude l'anno a ridosso della Top 100, precisamente alla 103ª posizione del ranking.

### 2014

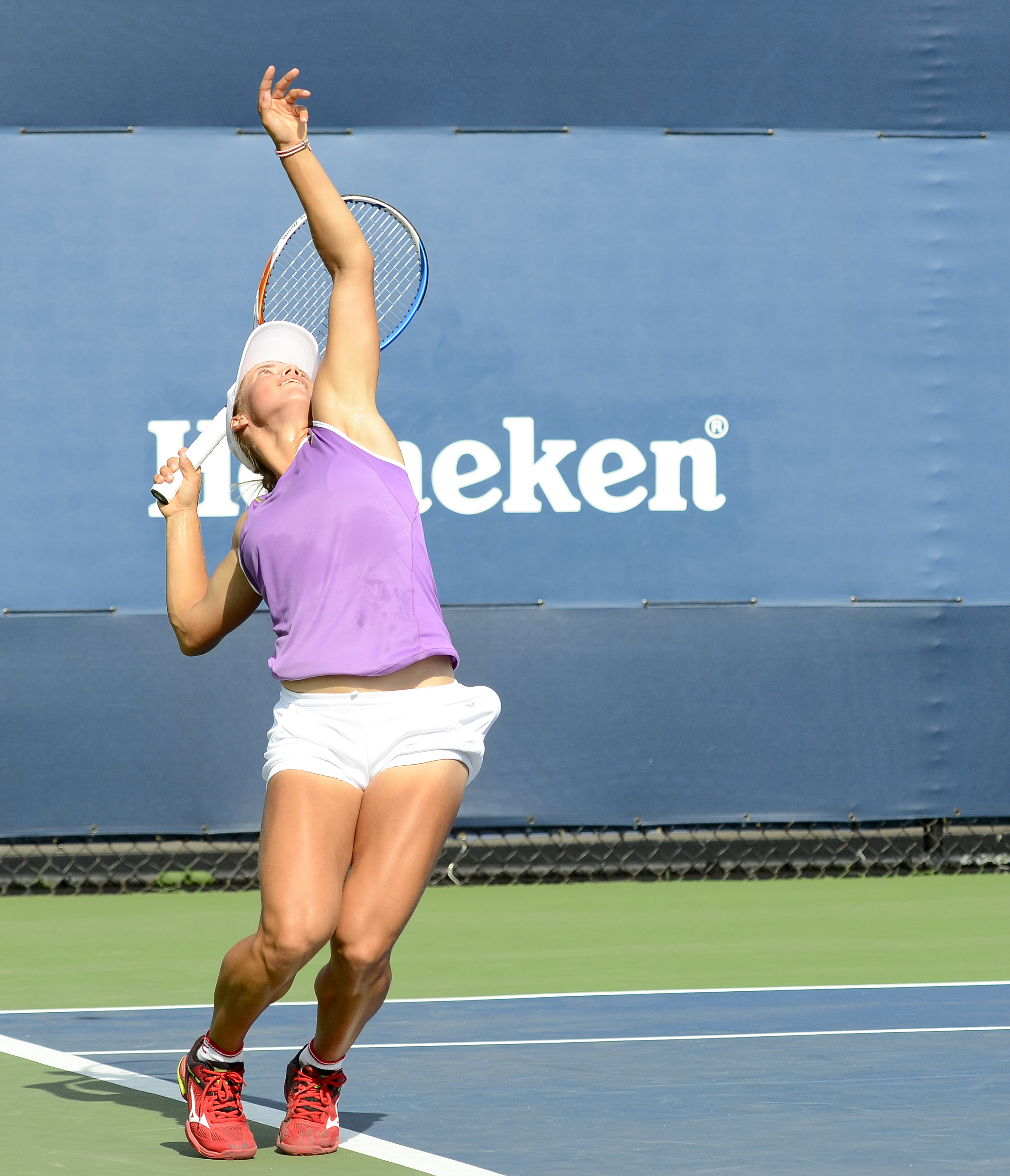
Julija a servizio agli US Open 2014

Apre l'anno con la sconfitta nelle qualificazioni per il torneo di Brisbane e di Sydney. Agli Australian Open viene eliminata in tre sets dalla numero cinque del ranking, Agnieszka Radwańska, riuscendo ad aggiudicarsi il secondo parziale. Successivamente perde all'esordio in Tailandia contro la qualificata Alexandra Dulgheru per 1-6 7-6 4-6. Non si qualifica a Dubai, Acapulco e ad Indian Wells.
In preparazione al Roland Garros, prende parte a diversi tornei ITF. A Innisbrook raggiunge i quarti di finale sconfitta dalla qualificata Louisa Chirico (6-0 2-6 1-6); supera le qualificazioni ad Osprey, per poi perdere all'esordio in due sets contro Lourdes Domínguez Lino; il 7 aprile si aggiudica il torneo di Pelham, superando nell'atto finale Laura Siegemund; esce di scena nei quarti di finale contro Allie Kiick a Dothan; perde nel secondo turno a Charlottesville, fermata da Sesil Karatančeva; raggiunge un'altra finale a Indian Harbourd Beach, dove Taylor Townsend la sconfigge nettamente; perde all'esordio sia a Cagnes-Sur-Mer che a Saint-Gaudens da Sharon Fichman e da Alexandra Dulgheru. Si presenta allo Slam parigino dove non supera le qualificazioni.
Successivamente, continua a disputare i tornei minori. In Marsiglia e a Padova esce di scena al secondo turno eliminata nuovamente dalla Karatančeva e da Catalina Pella.
Disputa le qualificazioni per il torneo di Bucarest, ma con esito negativo. Tuttavia, a Bastad riesce a qualificarsi e si spinge fino ai quarti di finale eliminando Teliana Pereira (3-1 a causa del ritiro della brasiliana) e Dinah Pfizenmaier (6-3 4-6 6-2), prima di cedere a Jana Čepelová (4-6 5-7).
Nel torneo ITF di Atsana viene sconfitta al primo turno per mano di Margarita Gasparjan; a Vancouver cede alla wildcard Asia Muhammad al secondo turno.
Si qualifica per il torneo di Montreal dove si impone a sorpresa sulla n° 14 WTA Flavia Pennetta per 7-6 6-3, prima di venire fermata da Venus Williams. In seguito, non si qualifica per il torneo di Cincinnati, per lo Slam newyorkese e a Tashkent, mentre a Guangzhou viene estromessa all'esordio da Alizé Cornet. A Pechino non ha fortuna, in quanto viene sconfitta nelle qualificazioni. Tuttavia, ad Osaka raggiunge i secondi quarti di finale della stagione, superando Risa Ozaki per 7-6 6-3 e la testa di serie numero sei, Heather Watson, per 6-4 7-5; viene eliminata dalla n° 18 WTA Samantha Stosur. In seguito, partecipa ai tornei ITF di Poiters, Nantes e Limoges (1º turno, 2º turno, quarti di finale).
A fine stagione occupa la posizione n° 113 WTA.

### 2015: ritorno in Top 100

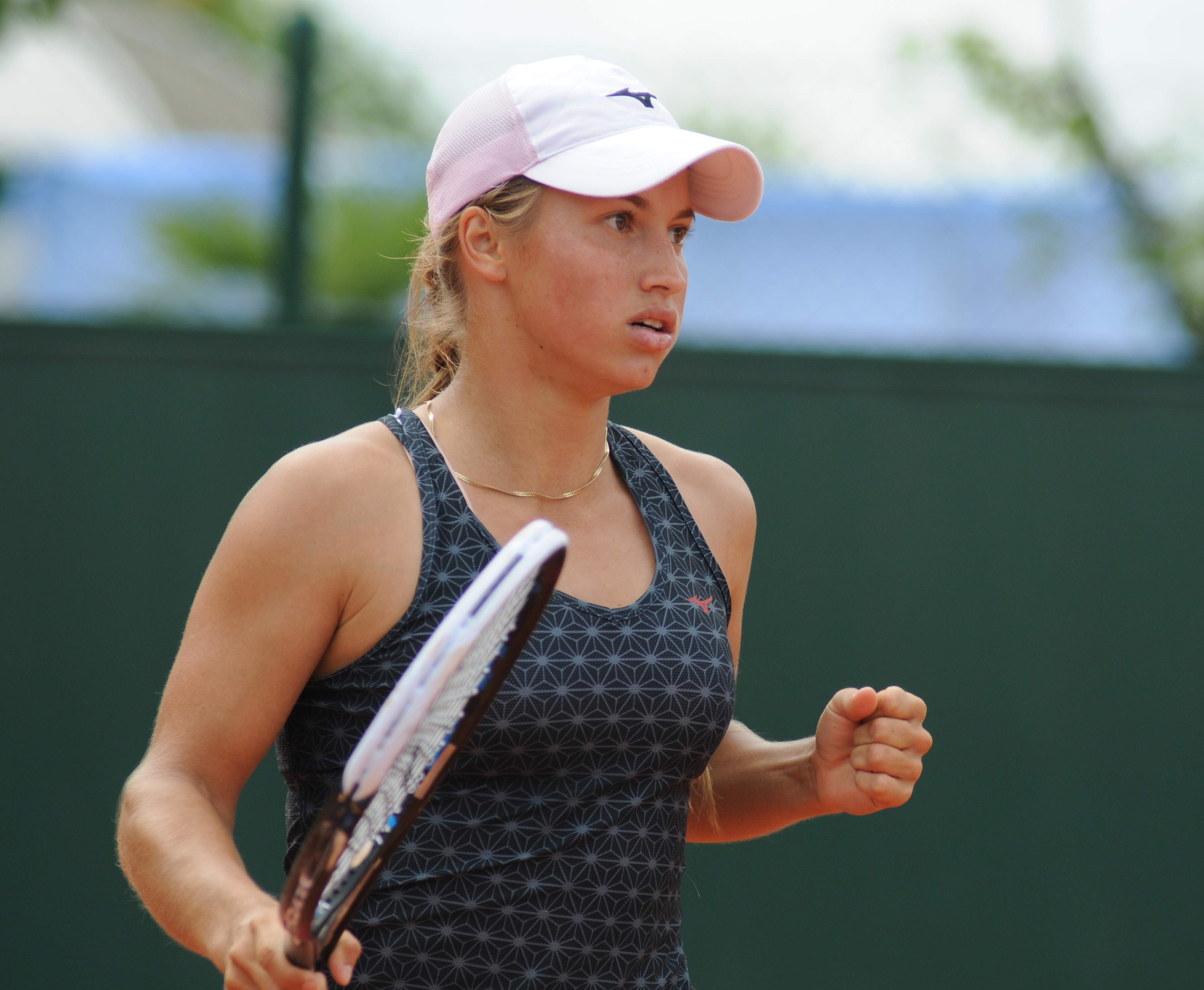
Julija Putinceva nel 2015

Partecipa alle qualificazioni del torneo di Auckland, ma viene sconfitta al primo turno da Julia Glushko. Agli Australian Open perde all'ultimo turno delle qualificazioni, ma viene ripescata per il tabellone principale. Qui, viene sconfitta dalla n° 26 WTA Elina Svitolina per 3-6 5-7. Si presenta in Tailandia, ma non va oltre il primo turno sconfitta da Evgenija Rodina (6-7 4-6). Non si qualifica per i tornei di Dubai e Doha. Nell'International di Kuala Lumpur si sbarazza della wildcard Jawairiah Noordin, prima di cedere alla qualificata Elizaveta Kuličkova, la quale le lascia solamente due games.
Superate le qualificazioni a Indian Wells si impone su Tereza Smitková con un doppio 6-4, prima di venire fermata dalla n° 6 WTA Ana Ivanović (3-6 1-6). Invece, a Miami, non si qualifica. Entrata nella Top 100, disputa il torneo di Chalerston, ma esce di scena all'esordio contro la Rodina.
Non si qualifica per i tornei di Stoccarda e di Praga. Disputa il torneo ITF di Cagnes-Sur-Mer raggiungendo i quarti di finale, fermata da Tatjana Maria. Supera le qualificazioni a Norimberga ed estromette la n° 10 WTA Andrea Petković (5-0 a causa del ritiro della tedesca), insieme a Kiki Bertens (6-4 5-7 7-5), prima di venire sconfitta da Karin Knapp, testa di serie numero sei. Si presenta a Parigi dove, dopo aver avuto la meglio in tre set su Aleksandra Krunić, perde nuovamente contro la Svitolina, n° 21 WTA, stavolta per 6-1 5-7 7-9.
Inizia la stagione sull'erba a Birmingham, dove non accede al tabellone principale, mentre a Wimbledon perde nel secondo turno contro Venus Williams, n° 16 WTA, per 6-7 4-6. Precedentemente, aveva eliminato con qualche difficoltà Marina Eraković (7-6 7-5).
Prende parte al torneo minore di Contrexeville, sconfitta in finale da Alexandra Dulgheru per 3-6 6-1 5-7. Si presenta a Bastad dove migliora il risultato dell'anno precedente arrivando fino alla semifinale. Qui, si impone su Tatjana Maria per 6-4 6-1, Alizé Lim per 6-0 1-6 6-2 e Klára Koukalová per 6-3 6-4; viene fermata dalla giocatrice di casa, Johanna Larsson.
A Washington estromette in rimonta Kurumi Nara per 4-6 6-4 7-6, ma perde poi in tre sets contro Christina McHale. Non si qualifica a Toronto, mentre a Cincinnati e a New Haven cede al primo turno alla wildcard Coco Vandeweghe e ad Alizé Cornet. Agli US Open non va oltre il primo turno per mano della qualificata Kateryna Bondarenko. Nel torneo di Tokyo viene nuovamente sconfitta dalla McHale, mentre a Guangzhou non va oltre l'esordio per mano di Monica Niculescu. Non si qualifica a Wuhan; a Pechino viene eliminata per la terza volta nel corso della stagione dalla Svitolina, n° 18 WTA. Nel torneo di Tianjin viene sconfitta subito da Magda Linette. Prende parte ai tornei ITF di Suzhou e Nanjing (quarti di finale e finale).
Termina la stagione alla posizione n° 74 della classifica WTA.

### 2016: quarti di finale al Roland Garros e Top 50

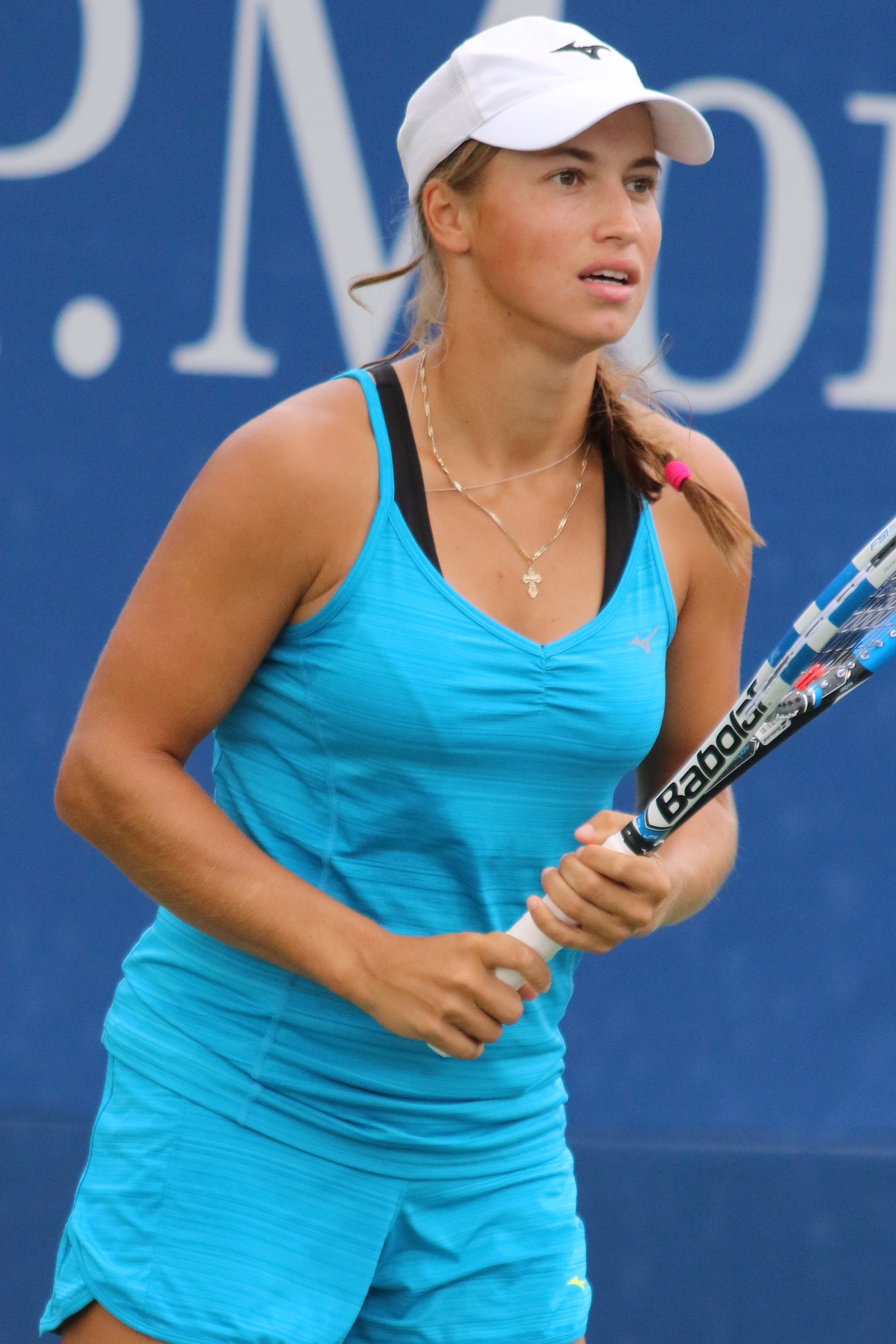
Julija Putinceva agli US Open 2016

Si presenta ad Auckland dove non va oltre il primo turno a causa di Marina Eraković(6-7 6-7). A Sydney, nelle qualificazioni, supera senza difficoltà Aljaksandra Sasnovič con un doppio 1-6, ma viene poi estromessa da Mónica Puig per 5-7 1-6. Prende parte agli Australian Open raggiungendo il terzo turno per la prima volta nella sua carriera. Qui batte avversarie come: Caroline Wozniacki per 6-4 al terzo set e Han Xinyun per 6-3 6-1; mentre viene fermata da Margarita Gasparjan con un punteggio di 3-6 4-6. Arriva in semifinale a Taiwan dove, dopo aver approfittato del ritiro di Stefanie Vögele sul 6-3 per la kazaka, perde contro Venus Williams per 5-7 3-6. A Qatar non va oltre il secondo turno dove incontra Timea Bacsinszky che la batte per 2-6 6-7.
Sul territorio americano prende parte agli Indian Wells dove perde al terzo turno per mano di Serena Williams per 6-7 0-6. A Miami, Nicole Gibbs, la estromette per 4-6 2-6 al primo turno. Prende parte al torneo di Charleston, nel quale batte avversarie come: Kurumi Nara per 7-6 6-0, Sabine Lisicki per 7-5 4-6 6-3, Venus Williams per 7-6 2-6 6-4; è costretta ad arrendersi davanti alla testa di serie n° 5, Sara Errani, per 6-7 1-6.
A Rabat si ferma ai quarti di finale di fronte a Kiki Bertens che la batte per 6-3 nel terzo set. A Roma esce di scena già nel primo turno di qualificazioni perdendo per 1-6 nel terzo set contro Mariana Duque Mariño. A Norimberga esce al terzo turno per mano di Julia Görges per 4-6 2-6. Si presenta all'Open di Francia dove stabilisce il suo miglior risultato arrivando nei quarti di finali. Qui trova Serena Williams che la batte per 7-5 4-6 1-6. A Maiorca viene estromessa subito da Sorana Cîrstea per 3-6 2-6.
Anche nell'Eastbourne International viene eliminata subito, stavolta da Kateryna Bondarenko per 2-6 6-4 4-6. A Wimbledon esce già al secondo turno per mano di Anastasija Pavljučenkova (5-7 1-6).
A Washington si spinge fino alla semifinale battendo in ordine: Varvara Flink per 7-5 7-5, Usue Maitane Arconada per 6-4 4-6 6-4, Risa Ozaki per 6-4 6-2; per poi perdere contro Yanina Wickmayer per 4-6 2-6. A Montreal viene battuta nuovamente da Anastasija Pavljučenkova. A Cincinnati viene estromessa da Annika Beck per 2-6 3-6. Agli US Open pareggia il risultato ottenuto l'anno precedente. A Tokyo arriva al terzo turno dove perde contro Magda Linette per 5-7 nel terzo set. A Wuhan perde nuovamente contro Venus Williams al secondo turno. Partecipa al China Open dove perde nel secondo turno contro Garbiñe Muguruza. A Mosca arriva fino al terzo turno approfittando del ritiro di Lesja Curenko sul 6-3 per la kazaka. Perde, successivamente, contro Elina Svitolina che la batte con un doppio 2-6.
Conclude l'annata all'interno della Top 50 per la prima volta in carriera (n° 34 WTA).

### 2017: prima finale Premier

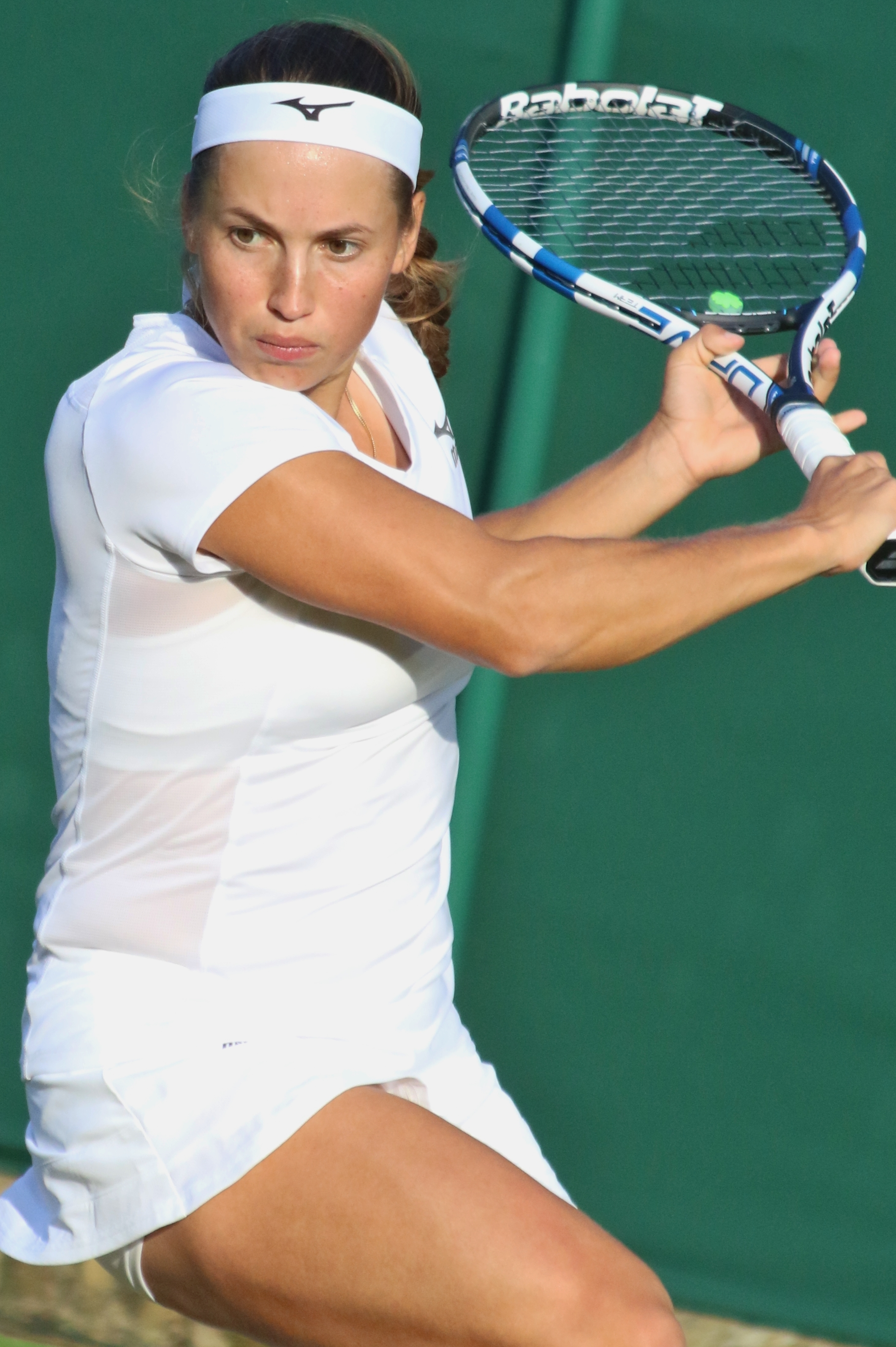
Julija Putinceva a Wimbledon 2017

Il nuovo anno non inizia nel migliore dei modi per la tennista kazaka. Perde al primo turno a Brisbane per mano di Karolína Plíšková; nel doppio, in coppia con Kateryna Bondarenko, perde malamente per 6-2 0-6 nel terzo turno. A Sydney migliora il risultato ottenuto l'anno precedente spingendosi fino al terzo turno. Qui perde 0-6 5-7 contro Caroline Wozniacki; nel doppio, sempre in coppia con la Bondarenko, perde 2-6 3-6 nel turzo turno. Agli Australian Open non riesce a difendere il terzo turno fermandosi al secondo per mano di Jeļena Ostapenko. A San Pietroburgo raggiunge la sua prima finale WTA. Batte in ordine: Johanna Larsson (la quale si ritira nel secondo set su un punteggio di 6-0 1-0 per la kazaka), Annika Beck per 6-4 6-0, Svetlana Kuznecova per 6-3 6-7 7-5, Dominika Cibulková per 3-6 6-4 6-4; per poi perdere contro Kristina Mladenovic per 2-6 7-6 4-6. Grazie a questa vittoria raggiunge il suo migliore punteggio con la posizione n° 27. In Qatar arriva al terzo turno dove è costretta al ritiro nel terzo set (2-6 6-4 1-2) contro Mónica Puig. A Dubai viene sconfitta da Catherine Bellis per 1-6 5-7.
Agli Indian Wells viene fermata da Pauline Parmentier (2-6 3-6). A Miami viene battuta nel secondo turno da Karolína Plíšková per 5-7 3-6. A Charleston viene rimontata da Magda Linette (6-4 2-6 4-6).
Si presenta a Rabat come testa di serie n° 5, ma non va oltre il terzo turno perdendo, sempre in rimonta, contro Varvara Lepchenko (6-1 4-6 1-6). A Madrid viene eliminata da Donna Vekić per 3-6 4-6, mentre a Roma supera Mónica Puig, per poi perdere contro la testa di serie n° 5, Johanna Konta, per 3-6 0-6. A Norimberga è testa di serie n° 2, ma si spinge solamente fino ai quarti di finale dove la ferma Sorana Cîrstea (3-6 3-6 4-6). Al Roland Garros si presenta come testa di serie n° 27; non ripete i quarti di finale dell'anno precedente fermandosi al terzo turno per mano di Garbiñe Muguruza (5-7 2-6).
A Birmingham viene fermata da Barbora Strýcová che la batte con un doppio 3-6. Fa meglio nel doppio raggiungendo il terzo turno in coppia con Alizé Cornet. Nell'Eastbourne International  è costretta al ritiro contro Lara Arruabarrena Vecino su un punteggio di 4-6 7-6 1-2. A Wimbledon viene eliminata da Anastasija Sevastova per 1-6 6-7.
A Montreal, al secondo turno, viene rimontata da Sloane Stephens (7-6 0-6 4-6). A Cincinnati vieni eliminata al secondo turno da Svetlana Kuznecova per 3-6 4-6. Nel Connecticut Open viene estromessa al secondo turno da Alizé Cornet con estrema facilità (0-6 0-6). Negli US Open viene sconfitta da Agnieszka Radwańska al secondo turno 5-7 2-6. Nel Japan Open è testa di serie n°8; viene rimontata dalla connazionale Zarina Dijas per 6-4 1-6 3-6 nei quarti di finale. A Tokyo esce di scena per mano di Kurumi Nara che la batte per 6-2 4-6 2-6. A Wuhan viene nuovamente rimontata, stavolta da Maria Sakkarī (6-1 4-6 2-6). Al China Open viene sconfitta al primo turno dalla giocatrice di casa, Zhang Shuai, per 4-6 4-6. A Tianjin è testa di serie n° 6, ma non va oltre al terzo turno venendo sconfitta da Stefanie Vögele per 2-6 3-6. Anche nel Kremlin Cup esce di scena nel terzo turno, stavolta per mano di Julia Görges (3-6 3-6). Nel doppio, in coppia con Maryna Zanevs'ka, non fa meglio perdendo nettamente per 1-6 0-6.
Termina il 2017 fuori dalle migliori cinquanta: 53º posto.

### 2018: quarti di finale al Roland Garros e seconda finale WTA

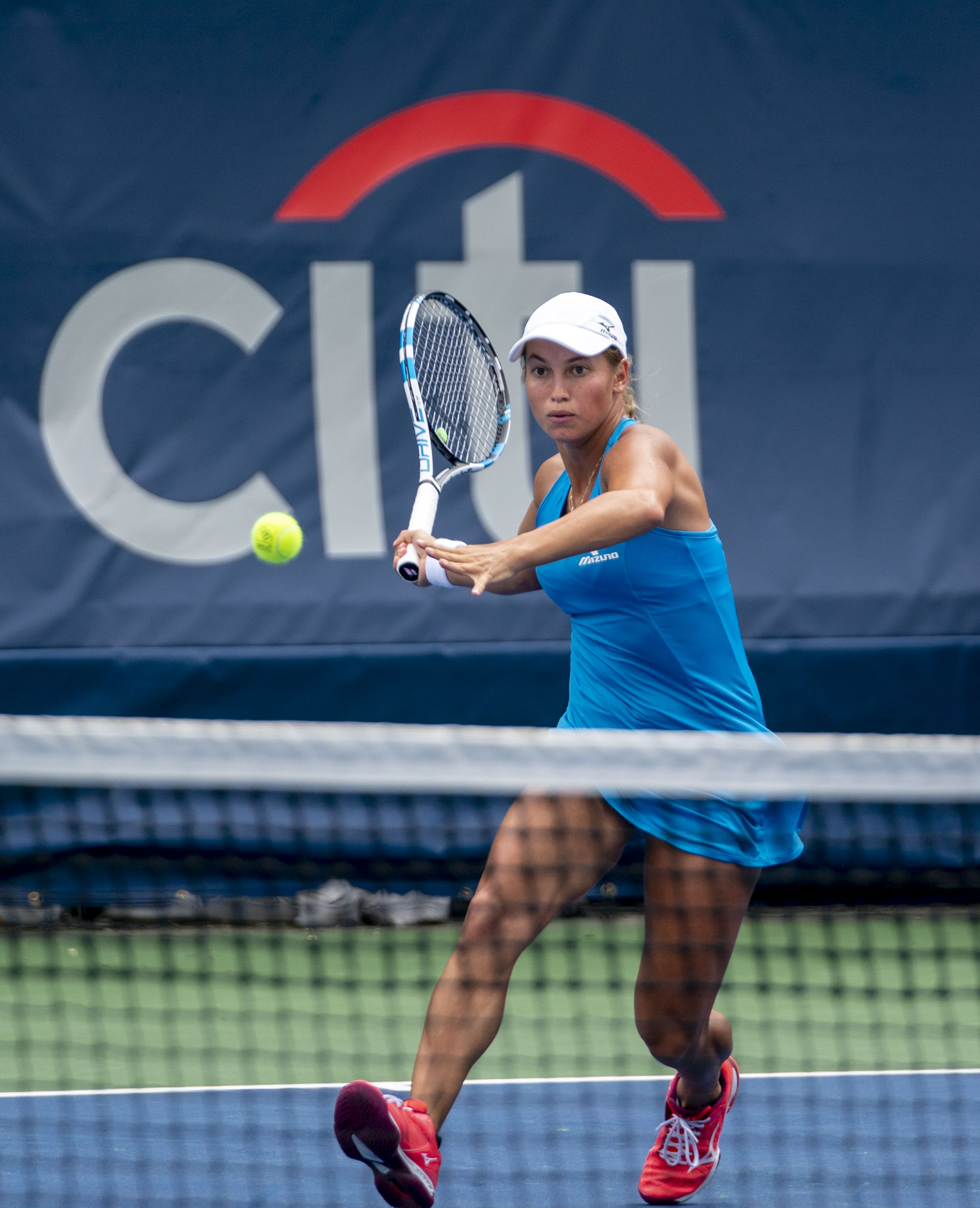
Julija Putinceva a Washington nel 2018

Ad Auckland è testa di serie n° 6 ottenendo così un bye bye. Al secondo turno viene eliminata a sorpresa da Ysaline Bonaventure con un doppio 3-6. A Hobart si spinge fino al terzo turno dove incontra Lesja Curenko che la batte per 3-6 2-6. Partecipa al primo Grande Slam della stagione, l'Australian Open, dove, in singolare, esce di scena al secondo turno per mano di Ana Bogdan (6-1 2-6 3-6); nel doppio, in coppia con Kateryna Kozlova, non fa meglio perché vengono sconfitte nel secondo turno con un doppio 3-6. Si presenta a Taiwan come testa di serie n° 5. Qui raggiunge, nel singolare, i quarti di finali dove incontra Kateryna Kozlova che la sconfigge per 5-7 3-6; nel doppio, in coppia con la connazionale Zarina Dijas, perde nettamente al terzo turno per 2-6 1-6. A Qatar, ottenuto il bye bye, non riesce ad andare oltre il secondo turno dove viene sconfitta da Markéta Vondroušová per 3-6 1-6. Agli Indian Wells raggiunge il secondo turno dove viene rimontata da Petra Kvitová per 7–6(4) 6(3)–7 4-6. Arriva al Roland Garros dove gioca un buon torneo arrivando fino ai quarti di finale; batte in ordine: la testa di serie numero 22 Johanna Konta (6-4, 6-3), Jennifer Brady (6-4, 6-3), in rimonta su Wang Qiang (già mietitrice della testa di serie numero 9 Venus Williams al primo turno) per 1-6, 7-5, 6-4 e la testa di serie numero 26 Barbora Strýcová per (6-4, 6-3). In tal modo, raggiunge i quarti di finale a due anni di distanza dall'ultima volta; viene, poi, sconfitta dalla n° 13 WTA, Madison Keys, per 6-7, 4-6.
Inizia la stagione sull'erba ad Eastbourne dove, dopo essersi imposta su Christina McHale nelle qualificazioni, viene estromessa in due sets al primo turno da Donna Vekić. Nello Slam londinese non brilla, in quanto esce di scena al secondo turno per mano della n° 14 WTA Dar'ja Kasatkina; all'esordio aveva dato vita ad un incontro di resistenza insieme a Magda Linette, aggiudicandosi il match con il punteggio di 6-3 3-6 10-8. Si presenta al torneo International di Washington, dove ha la meglio su Tatjana Maria per 6-3 3-6 6-4 e su Jennifer Brady per 7-5 6-2, prima di venire sconfitta dalla futura campionessa, Svetlana Kuznecova, con un doppio 2-6. Costretta a ritirasi, non disputa il torneo di Montreal. Successivamente, non si qualifica a Cincinnati e a New Haven. Agli US Open subisce la vittoria di Bernarda Pera (6-7 4-6). Disputa un torneo ITF a Hiroshima, ma all'esordio si ritira contro Anna Karolína Schmiedlová sul punteggio di 2-6 0-0 in favore alla slovacca.
Si rifà a Guangzhou dove raggiunge la finale senza perdere nemmeno un set. Nel corso del torneo si sbarazza di Sara Sorribes Tormo per 6-1 6-1, Sabine Lisicki per 6-3 6-3, Kateryna Kozlova per 6-4 6-1 e Bernarda Pera per 6-1 6-4. Il 22 settembre viene nettamente sconfitta dalla giocatrice di casa Wang Qiang, che ha la meglio per 6-1 6-2.
A Pechino, superate le qualificazioni, cede malamente a Carla Suárez Navarro (1-6 0-6). Disputa il torneo di Tianjin dove non va oltre il primo turno sconfitta da Misaki Doi in tre sets. Vola a Mosca per giocare l'ultima torneo dell'anno. Qui lascia due games ad Irina-Camelia Begu, prima di perdere contro la favorita Anastasija Sevastova, testa di serie numero cinque, per 5-7 6-4 4-6.
A fine stagione è la 45ª forza della classifica WTA.

### 2019: primo titolo WTA

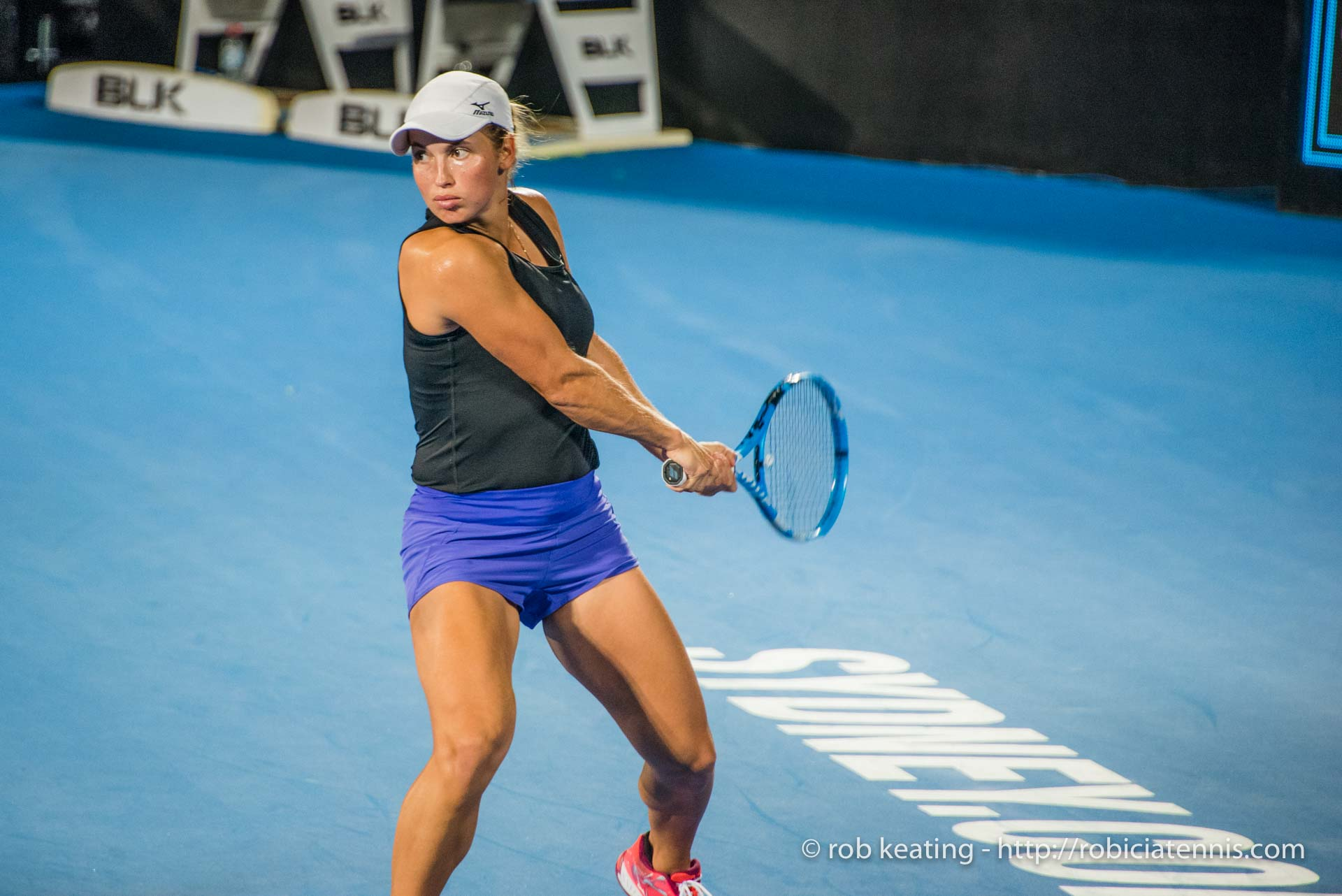
Julija Putinceva a Sydney nel 2019

La Putinceva inaugura malamente la nuova stagione: esce al primo turno a Brisbane, sconfitta dalla quinta forza mondiale, Karolína Plíšková, per 6-4 3-6 4-6. A Sydney, invece, supera le qualificazioni senza grosse difficoltà, eliminando Destanee Aiava e la connazionale Zarina Dijas; al primo turno si sbarazza di Dar'ja Gavrilova per 6-1 7-6 e si impone sulla n° 5 WTA, Sloane Stephens, per 3-6 7-6 6-0. Si ferma ai quarti di finale per mano della Top Ten, Kiki Bertens (2-6 2-6). Nello Slam australiano ha la meglio su Barbora Strýcová, testa di serie numero trentadue, per 6-4 7-6, ma viene sconfitta, in seguito, da Belinda Bencic (5-7 6-4 2-6). Si presenta a San Pietroburgo, torneo che l'aveva vista finalista nel 2017, dove viene rimontta da Tereza Martincová. Successivamente, è costretta a ritirarsi nel secondo parziale a Dubai contro Lesja Curenko.
Sul cemento americano, colleziona discreti risultati: a Indian Wells viene sconfitta da Angelique Kerber (n° 8 WTA) per 0-6 2-6 nel secondo turno, mentre a Miami da Karolína Plíšková (n° 5 WTA) per 6-2 3-6 5-7 nel quarto turno. In quest'ultimo torneo, si è imposta, tra le altre, su Belinda Bencic (n° 23 WTA) e su Anastasija Sevastova (n° 11 WTA).
In preparazione al Roland Garros, disputa i tornei di Rabat, Madrid, Roma e Norimberga; solamente in quest'ultimo otterrà risultati degni nota. Sulla terra battuta del Marocco viene estromessa all'esordio in rimonta da Tamara Zidanšek; in Spagna subisce un'altra rimonta, stavolta per mano di Ashleigh Barty, numero nove del ranking, al terzo turno; in Italia viene annientata da Petra Kvitová, testa di serie numero due, al secondo turno. In Germania, invece, vince il suo primo titolo in carriera, in quanto si rifà sulla Zidanšek per 4-6 6-4 6-2. Nella corsa al titolo usufruisce del ritiro di Dalila Jakupovič sul punteggio di 6-2 3-0 per la kazaka, elimina Mona Barthel per 7–6(8) 6-1 e si aggiudica il braccio di ferro contro Anna-Lena Friedsam per 7-5 6(5)–7 7–6(2); successivamente, estromette in semifinale Sorana Cîrstea per 6-4 7-5. Nello Slam parigino cede in due sets al primo turno contro Rebecca Peterson.
Non disputa il torneo di Nottingham, mentre a Birmingham supera Harriet Dart per 6-1 6-4 e Naomi Ōsaka, numero uno del mondo, per 6-2 6-3; verrà, poi, sconfitta da Julia Görges. In seguito, ad Eastbourne viene fermata al secondo turno per mano di Kiki Bertens, dopo aver usufruito del ritiro dell'americana Danielle Collins sul punteggio di 5-0 per la Putinceva. A Wimbledon estromette nuovamente la Ōsaka, nel frattempo scesa al numero due del ranking, per 7–6(4) 6-2; tuttavia, viene sorpresa da Viktorija Golubic per 4-6 6(3)–7.
Partecipa al torneo di Toronto, dove non va oltre il primo turno estromessa dalla favorita Caroline Wozniacki. Dieci giorni più tardi, viene eliminata da Sloane Stephens nel secondo turno a Cincinnati. Non fa meglio nell'International di New York, dove esce di scena già al primo turno contro Zhu Lin. Nell'ultimo Slam della stagione, l'US Open, ritorna a battere una Top Ten; stavolta si tratta di Aryna Sabalenka (6-3 7–6(3)), dopo aver avuto la meglio sull'americana Madison Brengle con un doppio 6-3. Nel terzo turno, suo miglior risultato qui, è opposta a Donna Vekić. La croata batte Putintseva per 6-4 6-1.
La kazaka partecipa alla tournée asiatica di fine anno, dove raccoglie, come migliori risultati, due quarti di finale: uno a Osaka, dove perde dalla padrona di casa Naomi Ōsaka per 6-4 6-4 e uno a Tianjin, dove viene estromessa da Ons Jabeur in due set. Chiude l'anno alla Kremlin Cup di Mosca, dove rimedia una sconfitta da Kristina Mladenovic all'esordio. Conclude l'annata al numero 34 del mondo.

### 2020: primo quarto di finale allo US Open
Putintseva inizia l'anno al Brisbane International, dove supera le qualificazioni battendo Dart (6-4 6-3), Brengle (5-7 6-2 6-1) e Potapova (6-4 6-3). Nel tabellone principale elimina Donna Vekic per 6-3 3-6 7-5 ma al secondo turno viene annichilita da Danielle Collins, che le lascia solo un game. Anche ad Adelaide riesce a superare le qualificazioni. Tuttavia, al primo turno, perde in due set da Ajla Tomljianovic. Partecipa agli Australian Open, dove elimina Su-Wei Hsieh per 6-1 6-3 e si prende una rivincita su Danielle Collins, battendola per 6-4 2-6 7-5. Conquista così il terzo turno, dove viene sconfitta da Simona Halep in due set. Eguaglia comunque il suo miglior risultato qui, il terzo turno, già raggiunto nel 2016. A San Pietroburgo perde al primo turno da Veronika Kudermetova in tre parziali. A Doha raggiunge gli ottavi, battendo Timea Babos ed Elise Mertens; perde solo da Belinda Bencic, testa di serie n°4, per 4-6 3-6.
Da marzo a settembre, il circuito WTA è costretto a fermarsi, a causa della pandemia mondiale di COVID-19. Vengono così annullati tutti i tornei previsti (tra cui Wimbledon, Indian Wells e Miami) e vengono rimandati al 2021 i giochi olimpici di Tokyo.
La kazaka torna a giocare a Lexington, dove lascia 4 giochi a Tomljanovic prima di arrendersi alla futura finalista Jil Teichmann (2-6 2-6). Al Western & Southern Open batte Shuai Zhang per 6-4 6-3 prima di venir fermata da Sakkari per 4-6 6(9)-7.
Partecipa in seguito agli US Open: al primo turno elimina la wild card locale Robin Montgomery per 6-1 6-3; al secondo turno estromette Vera Lapko con un periodico 6-3 e, al terzo tutto, batte un'altra bielorussa, Aljaksandra Sasnovič, con il punteggio di 3-6 6-2 6-1. Accede così agli ottavi di finale, dove affronta la testa di serie n°8 Petra Martić: la kazaka prevale in tre set, approdando ai quarti di finale dello slam newyorkese per la prima volta in carriera. Tra le ultime 8, viene sconfitta da Jennifer Brady (tds n°28), con lo score di 3-6 2-6.
Julija si trasferisce in Europa, per giocare l'ultima parte di stagione sul rosso: parte dal torneo di Roma e, all'esordio, estromette Rebecca Peterson per 6-2 6-4. Al round successivo torna a battere Petra Martić, con lo score di 6-3 6(2)-7 6-4; agli ottavi elimina Elena Rybakina, testa di serie n°10, per 4-6 7-6(3) 6-2. Ai quarti è costretta al ritiro contro Simona Halep nel corso del secondo set, sul punteggio di 2-6 0-2. Chiude la stagione al Roland Garros: all'esordio si impone nettamente su Kirsten Flipkens (6-1 6-2) prima di arrendersi alla sorpresa del torneo Nadia Podoroska, con lo score di 3-6 6-1 2-6.
Termina la stagione al n°28 del mondo.

### 2021: 2º titolo WTA
La kazaka inizia la stagione ad Abu Dhabi, dove centra il primo successo dell'anno contro Martina Trevisan (doppio 6-3). Al secondo turno, batte Barbora Krejčíková per 6-4 7-5, accedendo agli ottavi; nella circostanza, cede alla n°1 del seeding Sofia Kenin dopo 2h e 43 minuti di battaglia, non sfruttando un match point nel secondo set. Al Grampians Trophy, la kazaka batte Garcia-Perez in due set mentre, al secondo turno, cede a Viktoryja Azarenka, con lo score di 1-6 6-4 [9-11]. Agli Australian Open, supera i primi due turni in tre set su Stephens (4-6 6-2 6-3) e Van Uytvanck (6-4 1-6 6-2); al terzo round, soccombe a Elina Svitolina (testa di serie n°5) per 4-6 0-6. Ad Adelaide, dopo un comodo successo su Siegemund (6-4 6-4), cede a sorpresa alla n°292 del mondo Storm Sanders (4-6 7-5 1-6). A Miami delude le aspettative, perdendo al secondo turno (dopo un bye) a Nina Stojanović. A Charleston, la kazaka dà inizio alla stagione su terra: da 11° testa di serie, arriva fino ai quarti di finale, battendo Harriet Dart (7-6(8) 6-4), Zarina Dijas (doppio 6-2) e Garbine Muguruza (0-6 2-2, ritiro); tra le ultime otto, Julija si arrende alla sorpresa del torneo Danka Kovinić (7-6(2) 5-7 1-6). Viene poi convocata dalla squadra kazaka di Fed Cup per disputare i play-off contro l'Argentina: Putinceva batte Nadia Podoroska per 2-6 6-4 6-0, ma è poi costretta al ritiro contro Maria Lourdes Carlé prima dell'inizio del terzo set. Nei seguenti tre tornei sul rosso, Julija ottiene due primi turni (Madrid e Roma) e un secondo turno a Belgrado, sconfitta da Ana Konjuh. A Strasburgo, da 4° forza del seeding, arriva sino ai quarti, estromettendo Rebecca Peterson (6-4 3-6 7-6(2)) e approfittando del ritiro di Jil Teichmann; come avvenuto a Charleston, anche qui i quarti sono fatali alla kazaka, che cede a Magda Linette con un doppio 3-6. Al Roland Garros esce di scena all'esordio contro Ons Jabeur (5-7 2-6). Sull'erba, dopo non aver passato le qualificazioni per Eastbourne, partecipa al torneo di Wimbledon, dove elimina la semifinalista del 2011 Cvetana Pironkova (6-3 6-1) prima di venir superata da Paula Badosa. Ad Amburgo si arrende al secondo turno alla futura finalista Andrea Petković. A Budapest, dove guida il seeding, batte in due set Gorgodze (6-2 6-4) e Konjuh (6-4 6-3), accedendo ai quarti, dove elimina l'ucraina Kozlova in rimonta (6(4)-7 6-0 7-5). Putinceva si qualifica così per la sua prima semifinale stagionale, dove incontra la padrona di casa Gálfi: Julija si impone per 6-2 3-6 6-2, raggiungendo la sua quarta finale WTA in carriera, la prima dal 2019. Nell'ultimo atto, sconfigge la seconda ucraina incontrata nel suo percorso, Anhelina Kalinina (6-4 6-0), vincendo il secondo titolo nel circuito maggiore, nuovamente su terra. Dopo il ritiro al primo turno al torneo olimpico di Tokyo (contro Podoroska), a San José dà il via alla parte di stagione su cemento americano: centra i quarti, estromettendo Vekić e Tomljanović; tra le ultime otto, cede il passo a Elise Mertens, prima testa di serie, per 3-6 6(8)-7. Non ottiene grandi risultati tra Montréal, Cincinnati e gli US Open, dove vince solo una partita su quattro giocate. A Portoroz, dove è la seconda testa di serie, elimina nettamente Cristian (6-4 6-4) e le qualificate Boulter e Bronzetti, rispettivamente per 6-3 6-1 e 6-3 6-2. Nella seconda semifinale annuale, Putinceva si arrende a Jasmine Paolini in tre parziali. Dopo un secondo turno a Ostrava, si presenta nel torneo di casa di Atsana, dove rappresenta la prima forza del seeding: dopo due comodi successi su Gorgodze (6-1 6-2) e Lapko (6-4 6-4), batte la russa Gasanova (6-3 4-6 6-0) nei quarti e poi la svedese Peterson nel penultimo atto (6-2 6-4). La kazaka centra così la sua seconda finale del 2021: a differenza di quanto successo a Budapest, questa volta Julija non riesce a imporsi nell'ultimo atto, cedendo ad Alison Van Uytvanck in tre set. Chiude l'anno ad Indian Wells, dove supera Petković (7-6(2) 6-1) e la top-20 Rybakina (6-2 7-6(5)) prima di arrendersi a Ostapenko (3-6 6-2 3-6).
Termina la stagione al n°42 del mondo.

### 2022
Julija non inizia l'anno nel migliore dei modi, uscendo al primo turno all'Australian Open e a Doha e non qualificandosi nel main-draw di Dubai. Ad Indian Wells coglie il primo successo in un tabellone principale WTA su Krueger (6-3 6-2); al secondo turno, cede il passo a Golubic, 31° testa di serie (3-6 6-2 4-6). A Miami, batte Nastasja Schunk (4-6 6-3 6-1) e Curenko (6-3 4-6 7-5). Al terzo round, viene eliminata da Paula Badosa, con lo score di 3-6 2-6. A Charleston, perde al secondo round da Amanda Anisimova (1-6 2-6). Nelle qualificazioni della Billie Jean King Cup, porta il primo punto del tie contro la Germania, sconfiggendo Angelique Kerber per 3-6 6-3 6-2; alla fine, il Kazakistan vince per 3-1 e si qualifica per le fasi finali della competizione. A Istanbul, Julija coglie la prima semifinale dell'anno, grazie alle vittorie su Linette (7-6(6) 6-4), Peterson (6-2 6-0) e Tomljanović (5-7 6-2 6-4); nel penultimo atto, viene rimontata da Potapova (6-2 2-6 2-6). Dopo un secondo turno a Madrid (sconfitta da Gauff), supera le qualificazioni per il tabellone principale di Roma: nel main-draw, batte Kaja Juvan e la n°10 del mondo Muguruza (3-6 7-6(4) 6-1), prima di cedere a un'altra top-10, Ons Jabeur, che poi raggiunerà la finale. Al Roland Garros, dopo un comodo successo sulla qualificata Bara, viene estromessa da Camila Giorgi in due set.
Sull'erba, a Eastbourne, viene eliminata agli ottavi da Kalinina. A Wimbledon, esce subito di scena per mano di Alizé Cornet. Sulla terra di Budapest, dove è la terza testa di serie e campionessa in carica, raggiunge la seconda semifinale del 2022, battendo Schmiedlová, Pigossi e Curenko; nel penultimo atto, la kazaka si arrende a Krunić con un duplice 2-6.
Sul cemento americano, ottiene un prestigioso quarto di finale nel '1000' di Toronto, eliminando Sebov (3-6 6-2 7-5), la top-5 Badosa (7-5 1-0 e ritiro) e Riske-Amritraj (6-3 7-5); tra le ultime otto, si arrende a Jessica Pegula in due set. Allo US Open, dopo aver estromesso la n°24 del seeding Amanda Anisimova, viene sconfitta da Jule Niemeier.
A fine anno, prende parte alla fase finale della Billie Jean King Cup: il Kazakhistan è inserito nel gruppo C assieme a Spagna e Regno Unito; nel tie contro le britanniche, Julija porta il primo punto vincendo su Boulter (4-6 6-3 6-2), aiutando a vincere la prima sfida contro le britanniche con lo score di 2-1. Nel secondo match contro la Spagna, Putinceva perde contro Párrizas Díaz al tie-break del terzo set: alla fine, il Kazhakistan perde per 3-0 la sfida contro le iberiche. Pur avendo terminato il girone a pari merito con le altre due nazionali (1 vittoria e 1 sconfitta), il team asiatico viene eliminato dal girone a causa della sfavorevole differenza set e partite singole vinte.
Termina la stagione al n°51 del mondo, la peggiore posizione di chiusura dell'anno dal 2017.

### 2023
Julija inizia l'anno disputando la nuova United Cup per le nazionali. Il Kazakistan viene inserito nel gruppo B con le forti Polonia e Svizzera: come da pronostico, la nazionale kazaka perde entrambi i suoi tie, con Putinceva che viene sconfitta sia dalla n°1 del mondo Iga Świątek che dalla top-15 Belinda Bencic. Di conseguenza, il Kazakistan chiude terzo nel girone, non accedendo alla fase successiva.
A Hobart, Putinceva raggiunge i primi quarti di finale stagionali, battendo Liu e Párrizas Díaz; tra le ultime otto, cede ad Anna Blinkova. All'Australian Open, viene eliminata da Plíšková in due set al secondo turno. Ad Abu Dhabi, passa in scioltezza le qualificazioni e, nel main-draw, sconfigge l'ex campionessa slam Andreescu (7-6(2) 6-2) prima di perdere in tre set lottati da Beatriz Haddad Maia. A Duabi si arrende al secondo turno a Petra Kvitová; a Indian Wells e Miami esce di scena all'esordio.
Sulla terra, dopo il secondo round a Charleston, centra altri due secondi turni a Madrid e Roma, sconfitta da due top-10 (Garcia in Spagna e Gauff nel torneo italiano). Va meglio a Rabat, dove ottiene i quarti eliminando El Aouni e Jeanjean; come successo a Hobart, non riesce ad accedere in semifinale, perdendo dalla n°195 del mondo Julia Riera. Al Roland Garros, la kazaka si impone su Maryna Zanevs'ka (7-5 7-6(3)) e poi sulla top-20 Zheng (6-3 4-6 6-2), tornando al terzo turno dello slam parigino per la prima volta dal 2018. Nella circostanza, si arrende a Sloane Stephens in tre set.
Dopo un primo turno a Wimbledon, Putinceva raggiunge la semifinale al '125' di Båstad, dove cede a Danilović. A Budapest e Amburgo si ferma al secondo turno.
Sul cemento americano, viene ripescata come lucky-loser per il '1000' di Montréal, dove esce di scena al secondo round contro Jessica Pegula (4-6 4-6). A Cincinnati non passa le qualificazioni mentre allo US Open perde al primo turno contro Martina Trevisan (6-0 6(0)-7 6(8)-7).
A Tokyo, da sesta testa di serie, si ferma nei quarti contro Wang Xinyu. A Guangzhou riesce a far meglio, battendo You Xiaodi, approfittando del ritiro di Clara Tauson e sconfiggendo la testa di serie n°3 Tatjana Maria (6-4 6(6)-7 6-0), raggiunge la prima semifinale dell'anno nel circuito maggiore: nella circostanza, si arrende a Magda Linette in due parziali. A Ningbo e Pechino non va oltre il secondo turno. A Hong Kong, è costretta al ritiro nel match d'esordio contro Anna Blinkova.
Termina l'anno al n°69 del mondo.
Nel torneo di Tokyo, Putinceva ha colto la sua prima finale WTA in doppio della carriera assieme ad Anna Kalinskaja: le due hanno ceduto il titolo a Friedsam/Kičenok in due set.

### 2024: 3º titolo WTA e quarto turno a Wimbledon
Putinceva inizia l'anno ad Auckland, dove rimedia una sconfitta all'esordio contro Wang Xinyu. A Hobart, passa le qualificazioni e poi si impone su Cocciaretto (0-6 7-5 7-6(4)) e Bouzková (6-4 1-6 6-3), approdando ai quarti di finale. Nella circostanza, cede il passo a Yue Yuan in due set tirati. All'Australian Open, viene sorpresa al primo turno dalla n°190 del mondo Anastasija Zacharova.
Dopo alcune uscite premature tra Abu Dhabi, Doha e Dubai, Julija partecipa ai '1000' di Indian Wells e Miami; nel primo torneo, si spinge fino agli ottavi battendo Korpatsch, la top-20 Aleksandrova e l'ex finalista slam Keys. Nel match di quarto turno, perde dalla n°1 del mondo e futura campionessa Świątek in due set. In Florida, ottiene tre vittorie in tre parziali su Bucșa, la top-15 Samsonova e Minnen, approdando agli ottavi. Nella circostanza, supera la n°32 del seeding Anhelina Kalinina per 6-4 7-6(5), accedendo ai quarti di un torneo di questo livello per la prima volta dal 2022. Tra le ultime otto, cede il passo a Viktoryja Azaranka. Grazie a questi buoni risultati, si riavvicina alla top-50.
Sulla terra, Putinceva centra un buon risultato a Madrid: dopo un comodo successo su Yue Yuan, approfitta del ritiro della top-10 Zheng dopo aver vinto per 7-5 il primo set. Al terzo turno, lascia quattro giochi a Dolehide mentre agli ottavi sconfigge in rimonta Dar'ja Kasatkina (3-6 6-2 6-2). Nel suo secondo quarto di livello '1000' del 2024, cede nel derby kazako alla top-5 Rybakina dopo quasi tre ore di gioco, con lo score di 6-4 6(4)-7 5-7, non sfruttando un vantaggio di 5-3 nel set decisivo e due match-point. A Roma giunge fino al terzo round, dove si arrende alla n°1 del mondo Iga Świątek. A Strasburgo, esce di scena all'esordio contro Siniaková. Al Roland Garros, non difende i sedicesimi del 2023, fermandosi al secondo turno contro Paula Badosa.
Sull'erba, la kazaka prende parte al torneo di Birmingham: si impone in due parziali su Burel e Kalinina, approdando ai quarti, dove prevale sulla lucky loser Dolehide per 6-1 al terzo set. Putinceva raggiunge così la prima semifinale del 2024; nella circostanza, Julija supera con un duplice 6-2 Elisabetta Cocciaretto, qualificandosi per la sua sesta finale WTA della carriera, la prima dall'ottobre 2021 e la sua prima in assoluto sul verde. Nel match valevole per il titolo, batte Ajla Tomljanović con lo score di 6-1 7-6(8), conquistando così il terzo titolo nel circuito maggiore. Successivamente, si presenta a Wimbledon, dove per la prima volta arriva al terzo turno, imponendosi sull'ex campionessa del torneo Kerber e sulla testa di serie n°27 Siniaková; nel match di sedicesimi, è opposta alla n°1 del mondo Iga Świątek: a sorpresa, Julija batte la polacca con lo score di 3-6 6-1 6-2, centrando il suo primo ottavo di finale ai Championships e la vittoria più prestigiosa della sua carriera in termini di ranking; tra le ultime sedici, Putinceva cede il passo a Jeļena Ostapenko in due parziali.
Sul cemento americano, ottiene a Cincinnati lo scalpo della n°2 del mondo Coco Gauff al secondo turno, battendola per 6-4 2-6 6-4. Esce di scena nel match successivo contro Paula Badosa. Allo US Open raggiunge il terzo turno, dove perde da Jasmine Paolini. Nella trasferta asiatica, raggiunge al massimo i quarti a Ningbo e il terzo turno a Wuhan.
Termina l'anno al n°29 del mondo, la sua migliore chiusura di stagione in termini di ranking.

### 2025: ingresso in top-20 ebest-ranking
Inizia l'anno a Brisbane, dove cede a Sabalenka agli ottavi. Ad Adelaide, elimina Vekić, Jabeur e Šnaider, approdando alla sua prima semifinale di livello WTA '500'. In tale circostanza, si arrende a Jessica Pegula in due set. All'Australian Open, si ferma al terzo turno contro Kasatkina. Nel frattempo, grazie ai buoni risultati, guadagna diverse posizioni, ottenendo il 27 gennaio il suo best-ranking al n°20 del mondo.

## Statistiche WTA

### Singolare

#### Vittorie (3)
| Legenda               | Legenda      |
| --------------------- | ------------ |
| Grande Slam (0)       |              |
| Ori Olimpici (0)      |              |
| WTA Finals (0)        |              |
| WTA Elite Trophy (0)  |              |
| Dal 2009 al 2020      | Dal 2021     |
| Premier Mandatory (0) | WTA 1000 (0) |
| Premier 5 (0)         | WTA 1000 (0) |
| Premier (0)           | WTA 500 (0)  |
| International (1)     | WTA 250 (2)  |

| N. | Data           | Torneo                         | Superficie  | Avversaria in finale | Punteggio     |
| 1. | 25 maggio 2019 | Nürnberger Cup, Norimberga     | Terra rossa | Tamara Zidanšek      | 4-6, 6-4, 6-2 |
| 2. | 18 luglio 2021 | Hungarian Grand Prix, Budapest | Terra rossa | Anhelina Kalinina    | 6-4, 6-0      |
| 3. | 23 giugno 2024 | Birmingham Classic, Birmingham | Erba        | Ajla Tomljanovic     | 6-1, 7-6(8)   |

#### Sconfitte (3)
| Legenda               | Legenda      |
| --------------------- | ------------ |
| Grande Slam (0)       |              |
| Argenti Olimpici (0)  |              |
| WTA Finals (0)        |              |
| WTA Elite Trophy (0)  |              |
| Dal 2009 al 2020      | Dal 2021     |
| Premier Mandatory (0) | WTA 1000 (0) |
| Premier 5 (0)         | WTA 1000 (0) |
| Premier (1)           | WTA 500 (0)  |
| International (1)     | WTA 250 (1)  |

| N. | Data              | Torneo                                        | Superficie  | Avversaria in finale | Punteggio        |
| 1. | 5 febbraio 2017   | St. Petersburg Ladies Trophy, San Pietroburgo | Cemento (i) | Kristina Mladenovic  | 2-6, 7-6(3), 4-6 |
| 2. | 22 settembre 2018 | Guangzhou Open, Canton                        | Cemento     | Wang Qiang           | 1-6, 2-6         |
| 3. | 2 ottobre 2021    | Astana Open, Astana                           | Cemento (i) | Alison Van Uytvanck  | 6-1, 4-6, 3-6    |

### Doppio

#### Sconfitte (2)
| Legenda              |
| -------------------- |
| Grande Slam (0)      |
| Argenti Olimpici (0) |
| WTA Finals (0)       |
| WTA Elite Trophy (0) |
| Dal 2021             |
| WTA 1000 (1)         |
| WTA 500 (0)          |
| WTA 250 (1)          |

| N. | Data              | Torneo                      | Superficie | Compagna         | Avversarie in finale              | Punteggio        |
| 1. | 16 settembre 2023 | Japan Women's Open, Osaka   | Cemento    | Anna Kalinskaja  | Anna-Lena Friedsam Nadiia Kičenok | 6(3)-7, 3-6      |
| 2. | 18 agosto 2024    | Cincinnati Open, Cincinnati | Cemento    | Leylah Fernandez | Asia Muhammad Erin Routliffe      | 6-3, 1-6, [4-10] |

## Statistiche ITF

### Singolare

#### Vittorie (6)
| Torneo $100.000 (1) |
| Torneo $80.000 (0)  |
| Torneo $75.000 (0)  |
| Torneo $60.000 (0)  |
| Torneo $50.000 (2)  |
| Torneo $25.000 (3)  |
| Torneo $15.000 (0)  |
| Torneo $10.000 (0)  |

| N. | Data             | Torneo                                                          | Superficie  | Avversaria in finale     | Punteggio   |
| 1. | 16 maggio 2011   | Summer Cup, Mosca                                               | Terra rossa | Veronika Kapšaj          | 6-2, 6-1    |
| 2. | 18 luglio 2011   | Yesilyurt Tennis Cup, Samsun                                    | Cemento     | Marta Domachowska        | 7-6(6), 6-2 |
| 3. | 8 agosto 2011    | Tatarstan Open, Kazan'                                          | Cemento     | Caroline Garcia          | 6-4, 6-2    |
| 4. | 26 dicembre 2011 | Siberia Cup, Tjumen'                                            | Cemento     | Elina Svitolina          | 6-2, 6-4    |
| 5. | 6 febbraio 2012  | Launceston Tennis International, Launceston                     | Cemento     | Lesley Kerkhove          | 6-1, 6-3    |
| 6. | 7 maggio 2012    | Open GDF SUEZ de Cagnes-sur-Mer Alpes-Maritimes, Cagnes-sur-Mer | Terra rossa | Patricia Mayr-Achleitner | 6-2, 6-1    |

#### Sconfitte (6)
| Torneo $100.000 (2) |
| Torneo $80.000 (0)  |
| Torneo $75.000 (1)  |
| Torneo $60.000 (0)  |
| Torneo $50.000 (2)  |
| Torneo $25.000 (1)  |
| Torneo $15.000 (0)  |
| Torneo $10.000 (0)  |

| N. | Data             | Torneo                                                          | Superficie  | Avversaria in finale | Punteggio        |
| 1. | 4 novembre 2012  | Open GDF SUEZ Nantes Atlantique, Nantes                         | Cemento (i) | Monica Niculescu     | 2-6, 3-6         |
| 2. | 1º dicembre 2012 | Al Habtoor Tennis Challenge, Dubai                              | Cemento     | Kimiko Date          | 1-6, 6-3, 4-6    |
| 3. | 13 aprile 2014   | Pelham Racquet Club Women's $25K Pro Circuit Challenger, Pelham | Terra verde | Laura Siegemund      | 1-6, 4-6         |
| 4. | 4 maggio 2014    | Audi Melbourne Pro Tennis Classic, Indian Harbour Beach         | Terra verde | Taylor Townsend      | 1-6, 1-6         |
| 5. | 12 luglio 2015   | Open 88 Contrexéville, Contrexéville                            | Terra rossa | Alexandra Dulgheru   | 3-6, 6-1, 5-7    |
| 6. | 1º novembre 2015 | Nanjing Ladies Open, Nanchino                                   | Cemento     | Hsieh Su-wei         | 6(5)-7, 6-2, 2-6 |

## Grand Slam Junior

### Singolare

#### Sconfitte (2)
| Tornei del Grande Slam  |
| ----------------------- |
| Australian Open (1)     |
| Open di Francia (0)     |
| Torneo di Wimbledon (0) |
| US Open (1)             |

| N. | Data              | Torneo                     | Superficie | Avversaria in finale | Punteggio     |
| 1. | 11 settembre 2010 | US Open, New York          | Cemento    | Dar'ja Gavrilova     | 3-6, 2-6      |
| 2. | 28 gennaio 2012   | Australian Open, Melbourne | Cemento    | Taylor Townsend      | 1-6, 6-3, 3-6 |

## Risultati in progressione
| Sigla | Risultato               |
| ----- | ----------------------- |
| V     | Vincitore               |
| F     | Finalista               |
| SF    | Semifinalista           |
| O     | Oro olimpico            |
| A     | Argento olimpico        |
| SF    | Bronzo olimpico         |
| QF    | Quarti di Finale        |
| 4T    | Quarto turno            |
| 3T    | Terzo turno             |
| 2T    | Secondo turno           |
| 1T    | Primo turno             |
| RR    | Round Robin             |
| LQ    | Turno di qualificazione |
| A     | Assente                 |
| ND    | Non disputato           |

| Legenda superfici    |
| -------------------- |
| Cemento              |
| Terra battuta        |
| Erba                 |
| Superficie variabile |

### Singolare nei tornei del Grande Slam
| Torneo          | 2013 | 2014 | 2015 | 2016 | 2017 | 2018 | 2019 | 2020 | 2021 | 2022 | 2023 | V--S  |
| --------------- | ---- | ---- | ---- | ---- | ---- | ---- | ---- | ---- | ---- | ---- | ---- | ----- |
| Australian Open | 2T   | 1T   | 1T   | 3T   | 2T   | 2T   | 2T   | 3T   | 3T   | 1T   | 2T   | 11-11 |
| Open di Francia | 2T   | A    | 2T   | QF   | 3T   | QF   | 1T   | 2T   | 1T   | 2T   | 3T   | 16-10 |
| Wimbledon       | 1T   | A    | 2T   | 2T   | 1T   | 2T   | 2T   | ND   | 2T   | 1T   | 1T   | 5-9   |
| US Open         | A    | A    | 1T   | 2T   | 2T   | 1T   | 3T   | QF   | 1T   | 2T   | 1T   | 9-9   |
| Totale          | 2-3  | 0-1  | 2-4  | 8-4  | 4-4  | 6-4  | 4-4  | 7-3  | 3-4  | 2-4  | 3-4  | 41-39 |

### Doppio nei tornei del Grande Slam
| Torneo          | 2015 | 2016 | 2017 | 2018 | 2019 | 2020 | 2021 | 2022 | 2023 | V--S |
| --------------- | ---- | ---- | ---- | ---- | ---- | ---- | ---- | ---- | ---- | ---- |
| Australian Open | A    | 1T   | 1T   | 1T   | 2T   | 1T   | 1T   | 1T   | 1T   | 1-8  |
| Open di Francia | A    | 1T   | 1T   | A    | 1T   | 1T   | 2T   | 1T   | 1T   | 1-7  |
| Wimbledon       | A    | 2T   | A    | 1T   | 1T   | ND   | 2T   | 1T   | 1T   | 2-6  |
| US Open         | 1T   | 1T   | 1T   | 1T   | 3T   | A    | 1T   | 1T   | 1T   | 2-8  |
| Totale          | 0-1  | 1-4  | 0-3  | 0-3  | 3-4  | 0-2  | 2-4  | 0-4  | 0-4  | 6-29 |

## Vittorie contro giocatrici Top 10
| Stagione | 2015 | 2016 | 2017 | 2018 | 2019 | 2020 | 2021 | 2022 | 2023 | 2024 | Totale |
| Vittorie | 1    | 1    | 2    | 1    | 3    | 0    | 0    | 2    | 0    | 3    | 13     |

| #    | Giocatrice          | Ranking | Evento                                 | Superficie  | Turno | Punteggio        | Rank. JPR |
| ---- | ------------------- | ------- | -------------------------------------- | ----------- | ----- | ---------------- | --------- |
| 2015 |                     |         |                                        |             |       |                  |           |
| 1.   | Andrea Petković     | 10      | Nürnberger Cup, Norimberga             | Terra rossa | 1T    | 5-0 rit.         | 105       |
| 2016 |                     |         |                                        |             |       |                  |           |
| 2.   | Madison Keys        | 9       | Pan Pacific Open, Tokyo                | Cemento     | 1T    | 6-3, 3-6, 7-6(7) | 38        |
| 2017 |                     |         |                                        |             |       |                  |           |
| 3.   | Svetlana Kuznecova  | 8       | St. Petersburg Trophy, San Pietroburgo | Cemento (i) | QF    | 6-4, 6(4)-7, 7-5 | 34        |
| 4.   | Dominika Cibulková  | 5       | St. Petersburg Trophy, San Pietroburgo | Cemento (i) | SF    | 3-6, 6-4, 6-4    | 34        |
| 2018 |                     |         |                                        |             |       |                  |           |
| 5.   | Sloane Stephens (1) | 10      | Nürnberger Cup, Norimberga             | Terra rossa | 1T    | 5-7, 6-4, 7-6(3) | 93        |
| 2019 |                     |         |                                        |             |       |                  |           |
| 6.   | Sloane Stephens (2) | 5       | Sydney International, Sydney           | Cemento     | 2T    | 3-6, 7-6(4), 6-0 | 44        |
| 7.   | Naomi Ōsaka (1)     | 1       | Birmingham Classic, Birmingham         | Erba        | 2T    | 6-2, 6-3         | 43        |
| 8.   | Naomi Ōsaka (2)     | 2       | Torneo di Wimbledon, Londra            | Erba        | 1T    | 7-6(4), 6-2      | 39        |
| 2022 |                     |         |                                        |             |       |                  |           |
| 9.   | Garbiñe Muguruza    | 10      | Internazionali d'Italia, Roma          | Terra rossa | 2T    | 3-6, 7-6(4), 6-1 | 40        |
| 10.  | Paula Badosa        | 3       | Canadian Open, Toronto                 | Cemento     | 2T    | 7-5, 1-0 rit.    | 46        |
| 2024 |                     |         |                                        |             |       |                  |           |
| 11.  | Zheng Qinwen        | 8       | Madrid Open, Madrid                    | Terra rossa | 2T    | 7-5, 2-0 rit.    | 50        |
| 12.  | Iga Świątek         | 1       | Torneo di Wimbledon, Londra            | Erba        | 3T    | 3-6, 6-1, 6-2    | 35        |
| 13.  | Coco Gauff          | 2       | Cincinnati Open, Cincinnati            | Cemento     | 2T    | 6-4, 2-6, 6-4    | 33        |